# Still Not Black Enough
A Still Not Black Enough a W.A.S.P. hatodik stúdióalbuma (összesen a hetedik). Először, 1995 júniusában adták ki, majd 1996-ban a Castle Records megjelentette az Amerikai Egyesült Államok-ban. Eredetileg Blackie Lawless szólóalbumaként jelent volna meg, azonban Blackie még a megjelenés előtt meggondolta magát, így W.A.S.P. albumként adták ki.

## Az album dalai
- Az összes dal Blackie Lawless szerzeménye, a kivételek külön feltüntetve.

1. "Still Not Black Enough" – 4:02
2. "Somebody to Love" (Darby Slick) – 2:50
3. "Black Forever" – 3:17
4. "Scared To Death" – 5:02
5. "Goodbye America" – 4:46
6. "Keep Holding On" – 4:04
7. "Rock And Roll To Death" – 3:44
8. "Breathe" – 3:44
9. "I Can't" – 3:07
10. "No Way Out of Here" – 3:39
11. "One Tribe" – 4:59 **
12. "Tie Your Mother Down" (Brian May) – 3:39 **
13. "Whole Lotta Rosie" (Angus Young, Malcolm Young, Bon Scott) – 3:59 **

- A **-al jelölt dalok csak az amerikai kiadáson találhatóak meg.
- A "Tie Your Mother Down" a Japán kiadáson a 6. dal.

## Tagok
- Blackie Lawless – ének, ritmusgitár, akusztikus gitár, billentyűs hangszerek, basszusgitár, szitár
- Bob Kulick – szólógitár
- Mark Joesphson – elektromos hegedű
- Frankie Banali – dobok
- Stet Howland – ütőshangszerek
- Tracey Whitney – háttérének
- K.C. Calloway – háttérének

## Kislemezek
- "Black Forever"
- "Goodbye America"

## Fordítás
- Ez a szócikk részben vagy egészben  a   Still Not Black Enough című angol Wikipédia-szócikk fordításán alapul.  Az eredeti cikk szerkesztőit annak laptörténete sorolja fel. Ez a jelzés csupán a megfogalmazás eredetét és a szerzői jogokat jelzi, nem szolgál a cikkben szereplő információk forrásmegjelöléseként.